# Thierry Moungalla
Thierry Lézin Moungalla (ur. 15 kwietnia 1965 w Paryżu) – kongijski polityk, w latach 2007–2015 minister poczty i telekomunikacji, od 2015 minister komunikacji i mediów oraz rzecznik rządu. 

## Życiorys
Jest albinosem. Ukończył prawo na Université Paris-Est-Créteil-Val-de-Marne i Université de Paris X. Pracował w telemarketingu.

### Działalność polityczna
Był bliskim współpracownikiem byłego premiera André Milongo. W 2004 roku został doradcą prezydenta Denisa Sassou-Nguesso. Dołączył do Kongijskiej Partii Pracy, został członkiem komitetu centralnego partii. W wyborach parlamentarnych w 2007 roku został wybrany deputowanym do Zgromadzenia Narodowego z okręgu Brazzaville–M'Filou. W grudniu tego samego roku wszedł w skład rządu jako minister poczty i telekomunikacji. W wyborach parlamentarnych w 2012 roku uzyskał reelekcję kandydując z okręgu Sibiti. Po wyborach ponownie został ministrem. 10 sierpnia 2015 roku został mianowany ministrem komunikacji i mediów oraz rzecznikiem rządu w pierwszym rządzie Clémenta Mouamby. Nie ubiegał się o reelekcję w wyborach w 2017 roku, jego miejsce na liście zajął Clément Mouamba. W sierpniu tego samego roku ponownie objął tekę ministra. 15 maja 2021 roku wszedł w skład pierwszego rządu Anatole Collinat Makosso pozostając na swojej funkcji. W wyborach do Zgromadzenia Narodowego w 2022 roku został ponownie wybrany deputowanym, kandydował z okręgu Sibiti. We wrześniu tego samego roku został powołany do drugiego rządu Makosso. 

## Odznaczenia i wyróżnienia
- Wielki Oficer Orderu Zasługi (Kongo), 2016[12]